# Lengyel, magyar – két jó barát

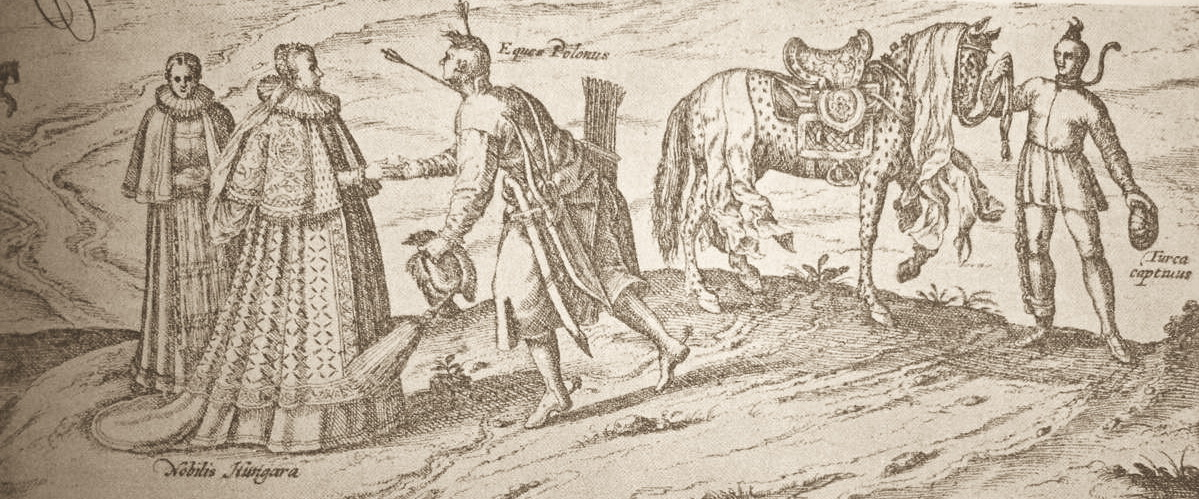
Haufnagel: Lengyel katona és magyar hölgy (17. század, Czartoryski Múzeum, Krakkó)

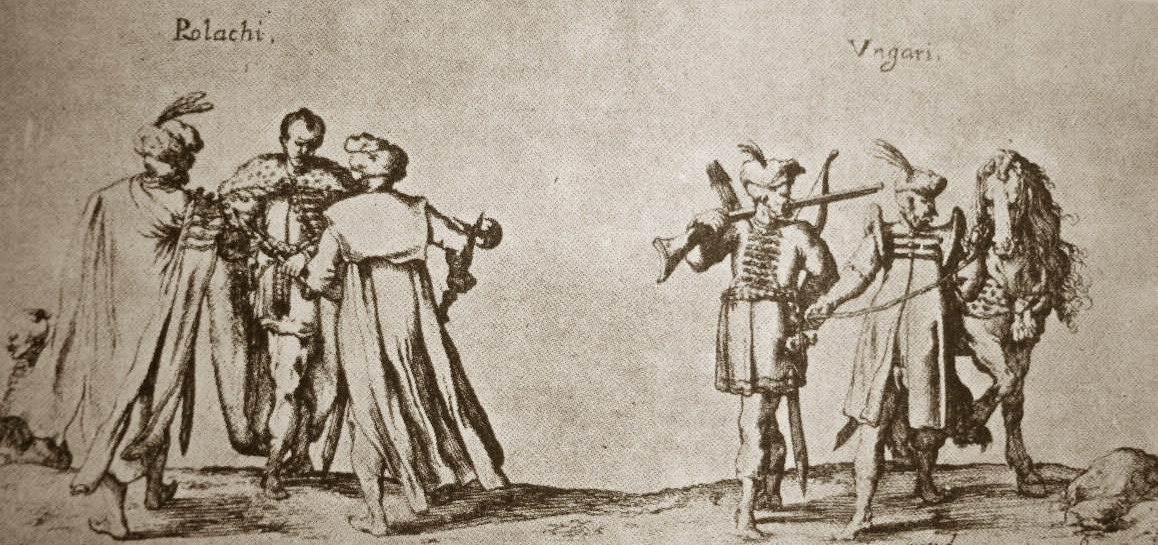
Willam Baur: Magyarok és lengyelek (17. század, Czartoryski Múzeum, Krakkó)

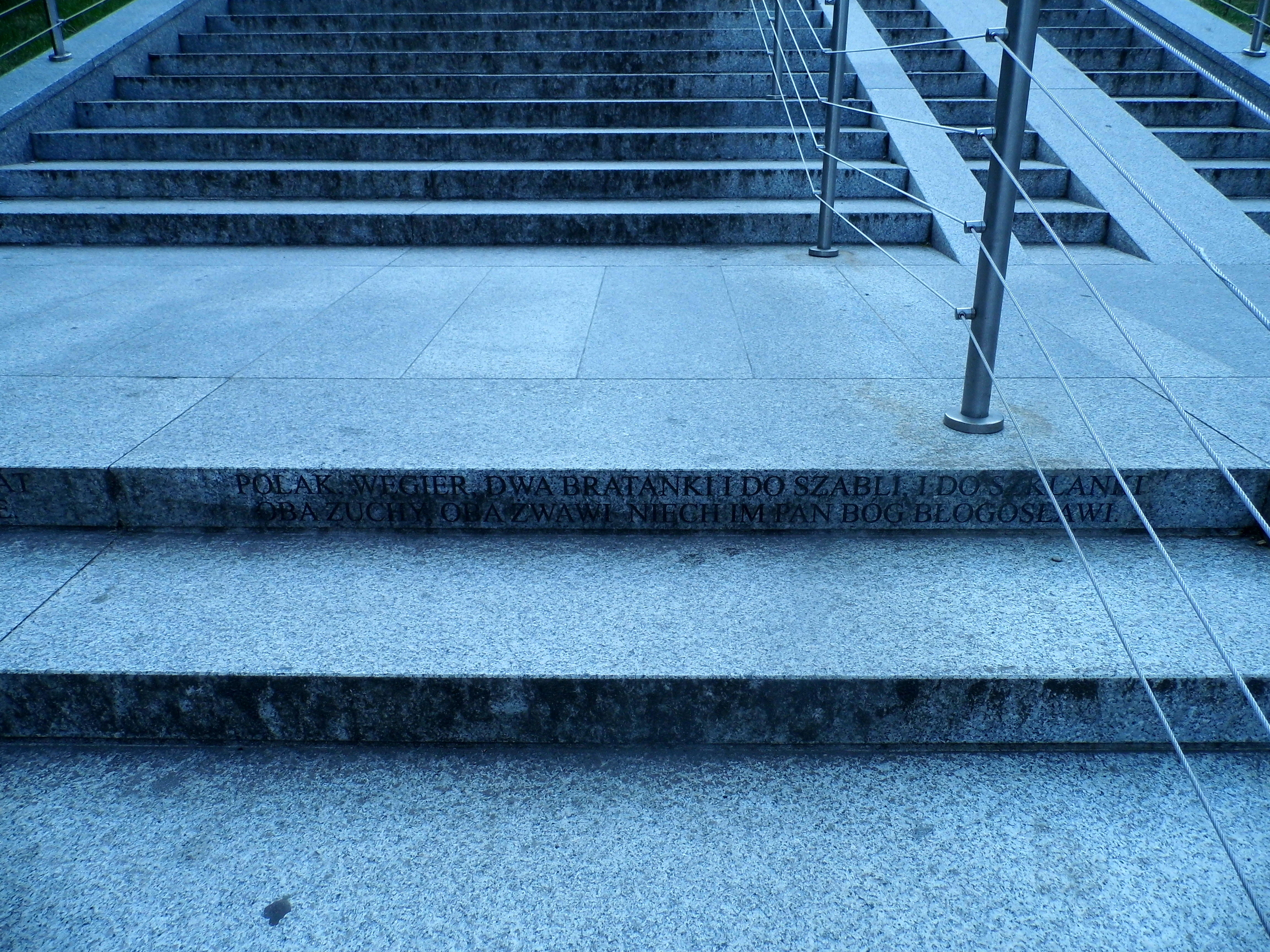
Barátság Emlékmű az egri Foglár György utca felső lépcsősorán

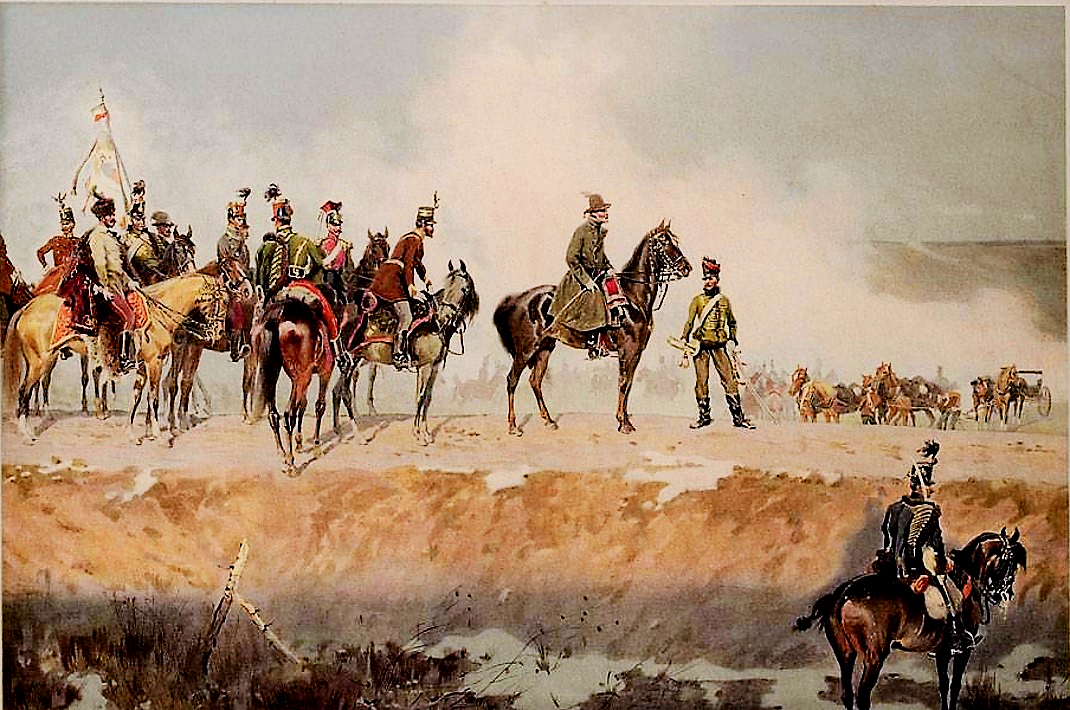
Bem József a nagyszebeni ütközetben az Erdélyi körkép (lengyelül: Panorama Siedmiogrodzka) egy részletén

Lengyel, magyar – két jó barát a kezdősora annak a rímbe szedett közmondásnak, amelyet Lengyelországban és Magyarországon csaknem mindenki ismer, és amely a két nép történelmi barátságát példázza. Koccintáskor gyakran hangzik el.

## Története
A mondás szó szerinti értelme: lengyel és magyar két testvérke, a szablyát és a poharat tekintve egyaránt.
A lengyel köznemesek találták ki a 16. vagy a 18. században, a köznép sorában nem volt ismert és használt. Ők ismerték fel, hogy a két ország ugyanolyan berendezkedésű. Mindkettő nemesi köztársaság, olyan parlamenti rendszer, melyet a köznemesség irányít. Innen van a lengyel rokosz szó is, melyet 'fegyveres, félig legális felkelés, tanácskozás a király ellen, a nemesi jogok védelmében' értelemben használtak. A kifejezés a magyar Rákos-mezőn tartott tömeges (köz)nemesi gyűlések helyszínéből származik.
A lengyel és magyar köznemesek életmódja is hasonló volt. Ugyanolyan fegyvert használtak és ugyanolyan harcmodor szerint küzdöttek. Báthori István lengyel királlyá választása után (1576) hadügyi reformot hajtott végre, létrehozta a szárnyas huszárok alakulatát, s Erdélyből behívta az első szablyakészítőket, ennek nyomán náluk is elterjedt a szablyavívás harcművészete.
A szablya (lengyelül: szabla), lengyel neve magyar-lengyel szablya (szabla węgiersko-polska) vagy batorówka, Báthori neve után. (A III. Vasa Zsigmond uralkodása alatt készült szablyák neve zygmuntówka, a II. Ágost és III. Ágost uralkodása alattiaké augustówka).
A lengyelek ugyancsak szeretik a jó bort (amit a középkortól fogva Magyarországról importáltak), ez pedig ugyanolyan vérmérsékletet eredményezett mindkettőjüknél.[forrás?]
Habár az 1848–49-es forradalom és szabadságharcban több lengyel tábornok is harcolt (pl. Henryk Dembiński, Józef Wysocki, Józef Zachariasz Bem), és két magyarországi lengyel légió is megalakult 1848 őszén, a mondás Magyarországon csak a 19. század végén lett ismert, általánosan elterjedt a nemesség körein kívül is.[forrás?]

## Változatok
Lengyelül: „Polak, Węgier, dwa bratanki, i do szabli, i do szklanki.” (Bratanki lengyelül unokatestvér, mely azonban a régi lengyel nyelvben testvért jelenthetett.)
Hosszabb lengyel változat: 
"Polak, Węgier, dwa bratanki / I do szabli, i do szklanki / Oba zuchy, oba żwawi / Niech im Pan Bóg błogosławi."
("Lengyel-magyar két jó barát / Együtt harcol s issza borát / Vitéz s bátor mindkettője / Áldás szálljon mindkettőre.")
Másik lengyel változat: „Polak, Węgier, dwa bratanki, i do bitki, i do szklanki!”
Magyar változatok:

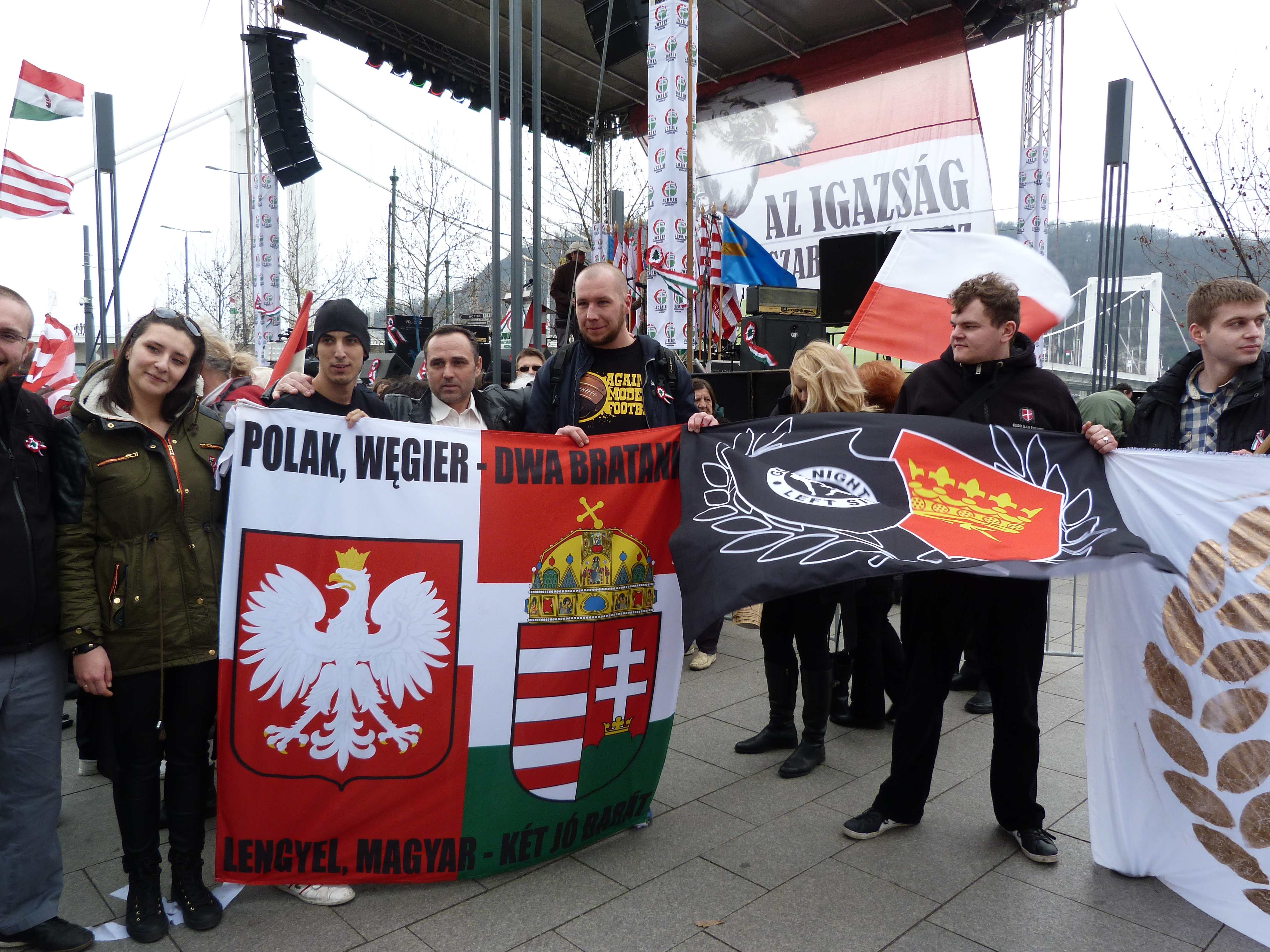
Lengyel, magyar – két jó barát - Budapest, Március 15-e tér, 2015

- „Lengyel, magyar – két jó barát, együtt harcol, s issza borát.”
- „Lengyel, magyar – két jó barát, együtt issza búját, borát.”
- „Magyar, lengyel – két jó barát, együtt issza sörét, borát.”
- „Lengyel, magyar – két jó barát, együtt emel kardot, kupát.”
- „Lengyel, magyar – két jó barát, együtt isszák egymás borát.”
- „Két jó fivér magyar, lengyel, együtt iszik s harcol, ha kell.”
- „Kezükben a pohár és kard: lengyel, magyar egyet akart.”
- „Magyar, lengyel, két jó haver, együtt küzd és együtt vedel.”
- „Magyar, lengyel, két jó haver, együtt harcol, együtt vedel.”[2]
- „Magyar, lengyel, két jó barát, együtt ölnek minden zsiványt!”
- „Lengyel, magyar, két jó barát: barát az ivásban, barát a bajvívásban.”

## Genetikai kutatások
Egy nemrégiben nyilvánosságra került kutatás alapján a közmondásnak akár genetikai alapjai is lehetnek. A két nemzet, a lengyel és a magyar génállományában fordul elő Európában leggyakrabban az Y-kromoszómán található R1a1 mutáció. Az előfordulási gyakoriság 56-60% közötti ezeknél a népcsoportoknál. A mutáció jelenléte arra enged következtetni, hogy a két nép egy körülbelül 10 000 évvel ezelőtt élt közös őstől származik.[forrás?]

## Külső hivatkozások
- A lengyel–magyar barátság honlapja. (Hozzáférés: 2019. február 3.)
- Magyar-lengyel fórum. (Hozzáférés: 2019. február 3.)
- Nyáry Pál: Magyar-lengyel barátság. (Hozzáférés: 2019. február 3.)